# Gelanoglanis nanonocticolus
Gelanoglanis nanonocticolus és una espècie de peix de la família dels auqueniptèrids i de l'ordre dels siluriformes.

## Morfologia
- Els mascles poden assolir 2,2 cm de longitud total.
- Nombre de vèrtebres: 31.[5][6]

## Hàbitat
És un peix d'aigua dolça i de clima tropical.

## Distribució geogràfica
Es troba a Sud-amèrica: riu Asisa.